# Gangster (film 2012)

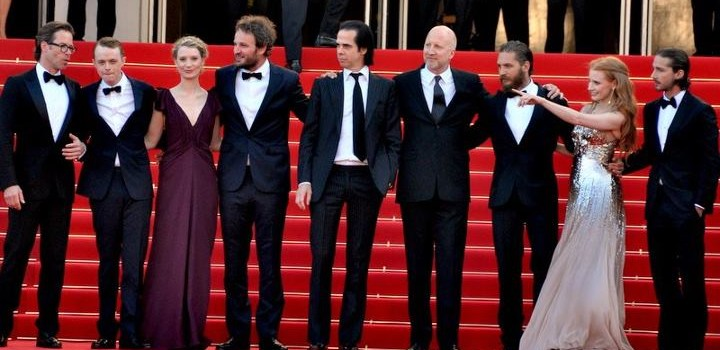
Reżyser i obsada filmu na festiwalu w Cannes

Gangster (ang. Lawless) – amerykański film gangsterski z 2012 roku w reżyserii Johna Hillcoata. Adaptacja powieści Matta Bonduranta, wnuka Jacka Bonduranta. Zdjęcia kręcono w stanie Georgia.

## Fabuła
Lata 30. XX wieku, czasy prohibicji, prowincjonalna Ameryka. Trzej bracia Bondurant pod przykryciem baru produkują nielegalny bimber. Do hrabstwa przyjeżdża agent specjalny Charlie Rakes i rozpoczyna walkę z Bondurantami.

## Obsada
- Shia LaBeouf – Jack Bondurant
- Tom Hardy – Forrest Bondurant
- Jason Clarke – Howard Bondurant
- Guy Pearce – Charlie Rakes
- Jessica Chastain – Maggie Beauford
- Mia Wasikowska – Bertha Minnix
- Dane DeHaan – Cricket Pate
- Gary Oldman – Floyd Banner
- Lew Temple – zastępca szeryfa Henry Abshire
- Noah Taylor – Gummy Walsh
- Marcus Hester – zastępca szeryfa Jeff Richards
- Bill Camp – szeryf Hodges
- Alex Van – Tizwell Minnix
- Tim Tolin – burmistrz Mason Wardell